# Dimíctico

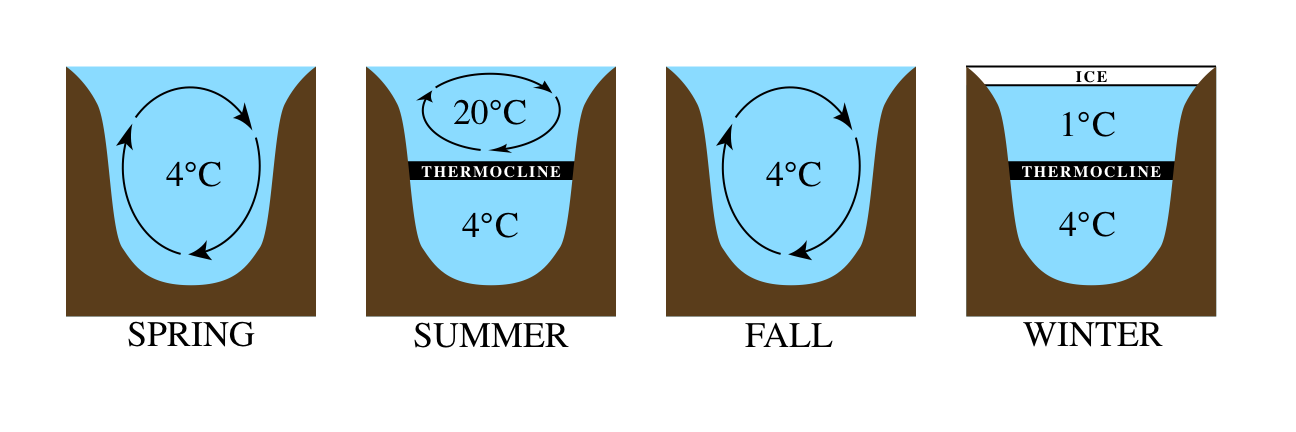
Dimíctico.

Dimíctico es una calificación que se aplica a los lagos que tienen la característica que las aguas se mezclan vertical completamente dos veces al año. Los periodos de mezcla son la primavera y el otoño, cuando la temperatura de las aguas alcanza los 4 °C homogéneamente en todo el perfil vertical. Los periodos de estratificación son durante el verano, en que se produce la estratificación térmica al calentarse las aguas superficiales, y el invierno, cuando se hiela la superficie del lago y quedan más calientes las aguas profundas.
Los lagos dimícticos se distribuyen por las latitudes templadas del planeta, en las cuales puede existir la helada invernal.